# Nemesia (plant)

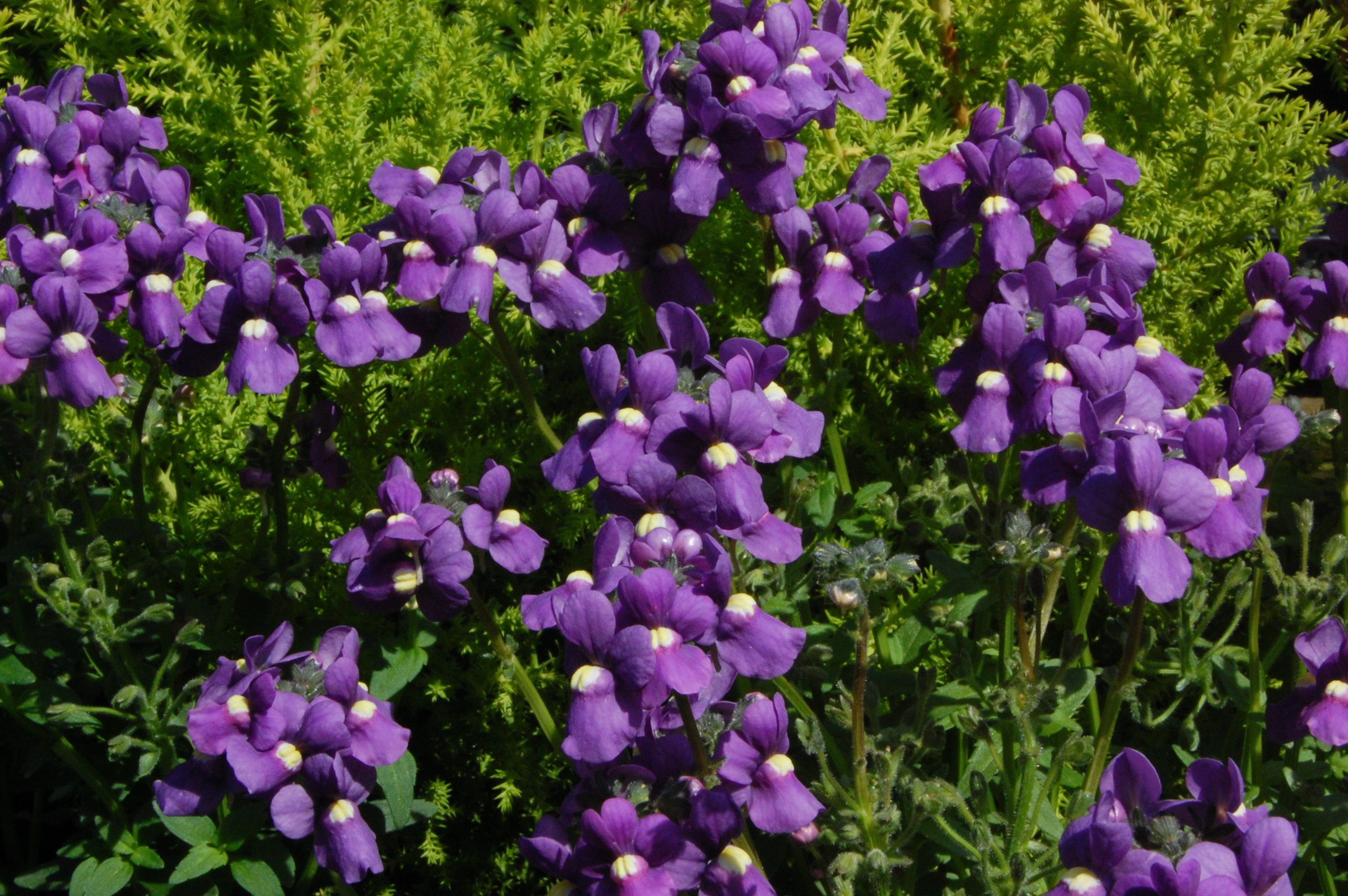
Cultivar 'Fleurie Blue'

Nemesia is een geslacht van eenjarige planten, meerjarige planten en halfstruiken, die in Zuid-Afrika voorkomen op zandige kusten en verstoorde grond.. Er zijn talloze hybriden geselecteerd en de eenjarige cultivars zijn populair als sierplant. In gematigde streken worden ze gewoonlijk uitgeplant nadat het gevaar voor vorst geweken is.
De bloemen hebben twee lippen, waarbij de bovenlip uit vier lobben bestaat en de onderlip uit twee lobben.
Bloemformule::
{\displaystyle \downarrow K_{(5)}\;[C_{(5)}\;A_{4}]\;G_{\underline {(2)}}}

## Soorten
Soorten:
| - Nemesia acornis K.E.Steiner - Nemesia acuminata Benth. - Nemesia affinis Benth. - Nemesia albiflora N.E.Br. - Nemesia anfracta Hiern - Nemesia angustifolia Grant ex Range - Nemesia anisocarpa E.Mey. ex Benth. - Nemesia azurea Diels - Nemesia barbata (Thunb.) Benth. - Nemesia bicornis (L.) Pers. - Nemesia bodkinii Bolus - Nemesia brevicalcarata Schltr. - Nemesia caerulea Hiern - Nemesia calcarata E.Mey. ex Benth. - Nemesia cheiranthus E.Mey. ex Benth. - Nemesia chrysolopha Diels - Nemesia cynanchifolia Benth. - Nemesia deflexa Grant ex K.E.Steiner - Nemesia denticulata (Benth.) Grant ex Fourc. - Nemesia diffusa Benth. - Nemesia euryceras Schltr. - Nemesia fleckii Thell. - Nemesia floribunda Lehm. - Nemesia fruticans (Thunb.) Benth. - Nemesia glabriuscula Hilliard & B.L.Burtt - Nemesia glaucescens Hiern - Nemesia gracilis Benth. - Nemesia grandiflora Diels - Nemesia hanoverica Hiern - Nemesia hemiptera K.E.Steiner - Nemesia ionantha Diels - Nemesia karasbergensis L.Bolus | - Nemesia karroensis Bond - Nemesia lanceolata Hiern - Nemesia leipoldtii Hiern - Nemesia ligulata E.Mey. ex Benth. - Nemesia lilacina N.E.Br. - Nemesia linearis Vent. - Nemesia lucida Benth. - Nemesia macrocarpa (Aiton) Druce - Nemesia macroceras Schltr. - Nemesia marlothii Grant ex Range - Nemesia maxii Hiern - Nemesia melissifolia Benth. - Nemesia micrantha Hiern - Nemesia pageae L.Bolus - Nemesia pallida Hiern - Nemesia parviflora Benth. - Nemesia petiolina Hiern - Nemesia picta Schltr. - Nemesia pinnata (L.f.) E.Mey. ex Benth. - Nemesia platysepala Diels - Nemesia psammophila Schltr. - Nemesia pubescens Benth. - Nemesia pulchella Schltr. ex Hiern - Nemesia rupicola Hilliard - Nemesia saccata E.Mey. ex Benth. - Nemesia silvatica Hilliard - Nemesia strumosa (Benth.) Benth. - Nemesia umbonata (Hiern) Hilliard & B.L.Burtt - Nemesia violiflora Roessler - Nemesia viscosa E.Mey. ex Benth. - Nemesia williamsonii K.E.Steiner - Nemesia zimbabwensis Rendle |